# Voras
Der Voras (griechisch Βόρας, mazedonisch Kaimaktschalan Каймакчалан, griechisch auch Kaimaktsalan Καϊμακτσαλάν) ist ein Berg auf der Grenze zwischen Griechenland und Nordmazedonien.

## Geographie
Der Grat des Voras hat die Form eines nach Nordwesten geöffneten Halbkreises. Daher finden sich die südlichen und östlichen Ausläufer des Berges in Griechenland, die westlich und nördlich gelegenen Ausläufer in Nordmazedonien. Der Gipfel liegt am Berührungspunkt der griechisch-nordmazedonischen Grenze mit der Grenze zwischen West- und Zentralmakedonien. Bezogen auf Griechenland ist der Voras der vierthöchste Berg in Griechenland und einer der fünf griechischen Berge mit einer Höhe von mehr als 2500 m. Die Entfernung vom Gipfel des Voras nach Edessa im Südosten beträgt 25 km Luftlinie, nach Florina im West-Südwesten 38 km, nach Bitola im Westnordwesten 40 km, nach Aridea im Osten 24 km und nach Thessaloniki im Südosten 102 km.
Die Westflanke bildet die Begrenzung der Hochebene von Florina. Ihm südöstlich in die Ebene von Florina vorgelagert ist der Berg Piperitsa mit einer Höhe von 1996 m. Südlich des Voras befinden sich die beiden Seen der Ebene von Eordaia, der Vegoritida-See und der Petres-See mitsamt der Ortschaft Arnissa. Östlich und nordöstlich des Voras beginnt die Ebene von Aridea, welche der antiken Region Elimea entspricht. Die Ebene von Almopia wird von der Ebene von Eordaia durch einen 1771 m hohen, südöstlich orientierten Ausläufer des Voras abgegrenzt. Der Voras bildet den westlichen Anfang einer Reihe von Bergmassiven, welche neben der geographischen auch die politische Grenze zwischen Griechenland und Nordmazedonien markieren. Diese Bergkette erstreckt sich nach Osten über die Berge Pinovo (2156 m) und Tzena (2182 m) bis zum Tal des Flusses Axios (Vardar) bei seinem Grenzübertritt bei den Ortschaften Gevgelija bzw. Bogorodica auf Seiten Nordmazedoniens und Evzoni bzw. Idomeni auf Seiten Griechenlands.

## Fauna
Im Gebiet des Voras finden sich neben Wölfen auch Bären und Falken sowie allein weitere 18 Arten von Raubvögeln, von denen 11 im Gebirge nisten. Aufgrund dieser Besonderheiten ist das Gebiet des Voras auch geschützt.

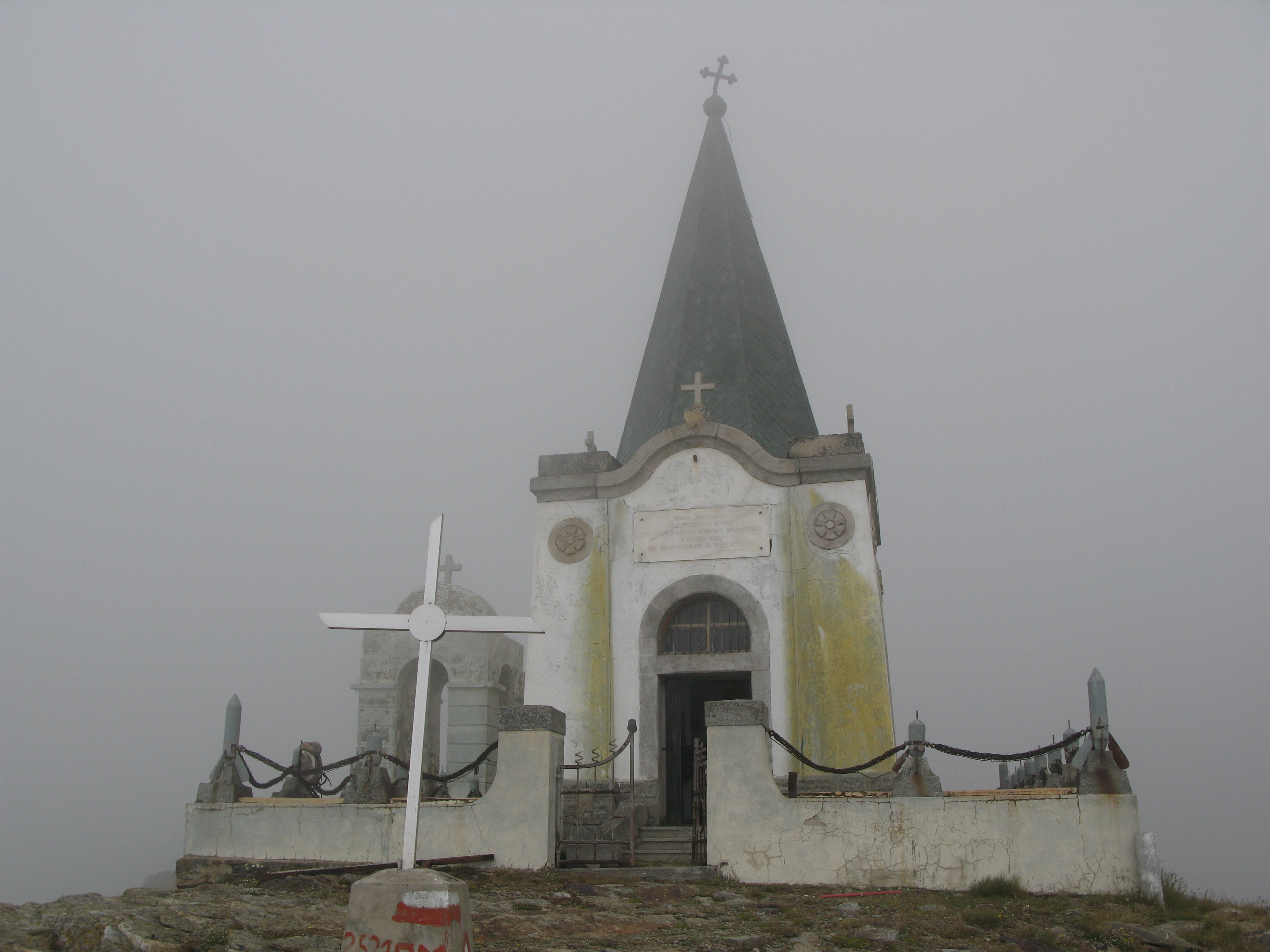
Die serbische Kapelle auf dem Gipfel

## Ortschaften und wirtschaftliche Nutzung
Auf griechischer Seite wohnen am Voras und seinen Ausläufern 15.460 Einwohner in 19 Ortschaften. Der Voras umfasst ein Gebiet von 53.589 Hektar mit Hohenniveaus von 200 bis 2524 m. 80 % des Gebietes gehören dem Staat als Waldgebiet, 11 % gehören den Kommunen und 9 % sind im privaten Besitz. Der Voras ist stark bewaldet und wurde bis 1989 auch intensiv forstwirtschaftlich genutzt (jährliche Holzmenge 110.000 m²). Die bewaldeten Gebiete erstreckten sich bis auf eine Höhe von 1900 m und bestehen vorwiegend aus Nadelwald. Neben der Forstwirtschaft wurde auch Viehwirtschaft betrieben.
Auf griechischer Seite befindet sich auf dem Voras ein gut frequentiertes Skigebiet. Dieses ist von Edessa bzw. Arnissa aus zu erreichen.

## Geschichte
Im Ersten Weltkrieg durchzog die Salonikifront das Voras-Massiv. Der Gipfel und die Anstiege zum Gipfel waren im September 1916 schwer umkämpft. Auf serbischer Seite kämpfte unter anderem als Freiwilliger Archibald Reiss.
Auf Seite Nordmazedoniens findet sich auf dem Voras ein Denkmal für im Ersten Weltkrieg gefallene Soldaten.